# Малка Скития
Малка Скития (гръцки: Μικρά Σκυθία, Mikrá Skythia; на латински: Scythia Minor) е античното означение на днешна Добруджа. Територията е ограничена от делтата на река Дунав и е естествено продължение на степното причерноморско пространство, обитавано от скитски племена'.
Названието се употребява от 2 век пр.н.е. до основаването на Дунавска България. След римските завоевания на Балканите, територията ѝ е включена в римската провинция Мизия, а след разделянето ѝ в Долна Мизия. По времето реформите на император Диоклециан е обособена в отделна провинция Малка Скития (лат. Scythia Minor) в рамките на окрупнения диоцез Тракия.